# Esteio
Esteio là một đô thị thuộc bang Rio Grande do Sul, Brasil. Đô thị này có diện tích 27,543 km², dân số năm 2007 là 78451 người, mật độ 2848,31 người/km².